# Ольшевский, Каэтан-Болеслав Владиславович
Каэта́н-Болесла́в Владисла́вович Ольше́вский (1858—1944) — русский и польский военный и государственный деятель, генерал-майор (1914), генерал брони (1923). Волынский воевода (1924—1925). Герой Первой мировой войны.

## Биография
В 1875 году получил образование в Сувалкской гимназии и вступил в службу. В 1877 году после окончания Варшавского пехотного юнкерского училища произведён в прапорщики и выпущен в Колыванский 40-й пехотный полк. В 1878 году произведён  в подпоручики,
в 1885 году в поручики, в 1889 году в штабс-капитаны.
В 1893 году после окончания Офицерской стрелковой школы произведён в капитаны, ротный и батальонный командир. В 1899 году произведён в подполковники. С 1904 году участник Русско-японской войны, в 1906 году «за отличие» произведён в полковники. С 1909 года командир 197-го Лесного пехотного полка. С 1910 года командир 185-го Башкадыкларского пехотного полка. С 1914 года участник Первой мировой войны, генерал-майор в составе своего полка.
С 1915 года командир 2-й бригады 1-й гренадерской дивизии. С 1916 года начальник Польской стрелковой бригады. 24 сентября 1916 года «за храбрость» был награждён  Георгиевским оружием. С 1917 года командующий 153-й пехотной дивизии. С 7 октября 1917 года отчислен за болезнью в резерв чинов при штабе Киевского военного округа.
С 1918 года в войсках польской армии, командующий местного инспектората в Люблине и руководитель генеральных округов Кельце и Лодзь. С 1921 года  председатель Центральной контрольной комиссии личного состава Войска Польского. С 14 февраля 1921 года в отставке. В 1923 году произведен в чин генерала брони. С 1924 года был Волынским воеводой.
Умер 20 августа 1944 года в Варшаве.

## Награды
- Орден Святого Станислава 2-й степени  (1898)
- Орден Святой Анны 2-й степени (1895; Мечи к ордену — ВП 16.05.1916)
- Орден Святого Владимира 4-й степени (1909; Мечи к ордену — ВП 16.05.1916)
- Орден Святого Владимира 3-й степени (1913; Мечи к ордену — ВП 31.01.1915)
- Орден Святого Станислава 1-й степени с мечами (ВП 27.09.1915)
- Георгиевское оружие (ВП 24.09.1916)